# Requena-Utiel
Requena-Utiel, también conocida como Utiel-Requena, es una comarca de la provincia de Valencia de la Comunidad Valenciana en España, situada en el interior de la provincia de Valencia. También es identificada con el nombre de Meseta de Requena-Utiel. 
Las localidades con mayor número de habitantes son, respectivamente, Requena (20.235) y Utiel (11.478). La capital histórica, administrativa, religiosa y comercial es Requena.

## Situación geográfica
Limita por el norte con la comarca de los Serranos y con la Serranía Baja conquense, al oeste con la Manchuela conquense, al este con la Hoya de Buñol y al sur con la comarca del Valle de Ayora y la Manchuela albaceteña. Delimitada naturalmente por las sierras de Utiel y Juan Navarro al norte, la sierra de Mira al noroeste, la sierra del Tejo y las Cabrillas al este, y el río Cabriel al sur y oeste. Está surcada en su parte central por el río Magro, que nace en Utiel de la unión del río Madre o de Caudete y la rambla de la Torre. 
La comarca forma una meseta relativamente llana, basculada de NO (900 m de altitud en Camporrobles) a SE (600 m en Campo Arcís) y con una altura media de 750 metros.
El clima es de tipo mediterráneo continentalizado atenuado, con inviernos fríos y prolongados con heladas tardías, y veranos calurosos con tormentas estivales y granizadas. El máximo de precipitación se produce en otoño y primavera.
Se trata de un territorio bien comunicado que, desde tiempos históricos, ha servido de vía de comunicación entre el interior de la Península y la costa mediterránea. La comarca está atravesada por importantes carreteras y líneas de ferrocarril, como por ejemplo la autovía del Este, la N-330 o la línea de alta velocidad Madrid-Valencia, que tiene parada en la estación de Requena-Utiel, situada entre ambos municipios.

## Municipios
| Municipio               | Población (2024) INE | Superficie | Densidad |
| ----------------------- | -------------------- | ---------- | -------- |
| Requena                 | 20740                | 814,20     | 25,47    |
| Utiel                   | 11703                | 236,90     | 49,4     |
| Venta del Moro          | 1158                 | 272,59     | 4,24     |
| Sinarcas                | 1153                 | 102,50     | 11,24    |
| Camporrobles            | 1118                 | 89,50      | 12,49    |
| Caudete de las Fuentes  | 720                  | 34,60      | 20,80    |
| Fuenterrobles           | 695                  | 49,50      | 14,04    |
| Villargordo del Cabriel | 594                  | 54,50      | 10,89    |
| Chera                   | 491                  | 71,60      | 6,86     |
| Total                   | 38 372               | 1725,89    | 22,27    |

Tras Requena y Utiel, la aldea de San Antonio de Requena sería el tercer núcleo más poblado de la comarca, con 1850 habitantes (dato de 2024, según el INE).

## Historia
Antes de la Reconquista la comarca formaba parte de la Taifa de Valencia. Fue conquistada a los musulmanes por el Reino de Castilla en el siglo XIII, a excepción de Chera y Sinarcas que fueron parte desde sus inicios del recién creado Reino de Valencia, dentro de la Corona de Aragón. En 1369 Requena es ocupada por el rey de Aragón Pedro IV el Ceremonioso, volviendo a manos de Castilla en 1372 con Enrique II. 
Hasta la unificación de los reinos de la Península con los Reyes Católicos es una constante la de los enfrentamientos entre las distintas villas situadas en las fronteras. Desde entonces no volvieron los enfrentamientos hasta las guerras carlistas en el siglo XIX, cuando los distintos municipios de la comarca toman partido por unos u otros. En esas guerras Requena toma partido por Isabel II mientras que Utiel lo hace por el infante Carlos. El 2 de julio de 1837 acaban los enfrentamientos definitivamente y es proclamada la nueva Constitución, jurada por todos los municipios. 
Años más tarde, en concreto el 26 de junio de 1851, se produce, por decreto de la reina Isabel II, la incorporación a la provincia de Valencia de los municipios del partido judicial de Requena situados al este del río Cabriel, que hasta entonces habían formado parte de la provincia de Cuenca.

## Lengua
Se trata de una comarca castellanohablante, con origen en la repoblación principalmente castellana y aragonesa a partir del siglo XIII. Es notable el número de aragonesismos y valencianismos en su habla popular, variante que comparte con las tierras vecinas de La Manchuela.

## Delimitaciones históricas
Se trata de una comarca históricamente castellana cuyo territorio se corresponde principalmente con la extensión del antiguo Alfoz de Requena, excluido el municipio de Mira, que formó parte de la Comunidad de Villa y Tierra de Requena.Los municipios de Chera y Sinarcas, históricamente valencianos, fueron adscritos a esta comarca, disgregándose de la comarca de Los Serranos, a la que tradicionalmente pertenecieron. El resto de municipios de la actual comarca (Camporrobles, Caudete de las Fuentes, Fuenterrobles, Utiel, Villargordo del Cabriel, y la capital, Requena) fueron parte de Castilla, dentro de la provincia de Cuenca, hasta el siglo XIX, cuando pasaron a la provincia de Valencia.

## Toponimia
La falta de desarrollo de una Ley de Comarcalización Valenciana que establezca una denominación oficial para la comarca, unida a la variedad de denominaciones históricas que ha recibido, ha alimentado el debate sobre cuál debe ser el topónimo de uso preferente. Buen ejemplo de ello son sendos informes que fueron encargados por los Ayuntamientos de Requena y de Utiel para determinar la historicidad de las denominaciones preferidas por cada uno de ellos. En el caso de Requena, la Real Academia de la Historia emitió un informe sobre el término Comarca de Requena-Utiel. En el de Utiel, fue el Consejo Valenciano de Cultura quien se pronunció sobre la denominación Plana de Utiel.
La cuestión de la denominación ha sido también objeto de algunos artículos. Destaca el realizado por Fermín Pardo en 1996, donde se propone el nombre Campo de Requena, el más afín y respetuoso con la tradición y etnografía comarcal, a la vez que se descarta el uso del término plana, que resulta de la influencia del valencianismo cultural y político (Plana Baixa, Plana Alta, Plana de Cuart, etc.), ya que no es un término con rigor histórico ni cultural. 
Juan Piqueras Haba, por su parte, propone la denominación Meseta de Requena-Utiel, más adecuada a su parecer con las características geográficas del territorio. Destaca que el uso meseta es más singular que campo o tierra, y defiende incluir a Requena y Utiel, en ese orden, dentro de la denominación, por la importancia en orden decreciente de ambas localidades. Finalmente, también descarta el uso del término plana, que considera un notable valencianismo. 
A lo largo de la historia esta comarca ha recibido otros nombres como Tierra de Requena, apareciendo más tarde con el topónimo de Meseta de Requena en el mapa de comarcas de Emili Beüt Comarcas naturales del Reino de Valencia,1934. Más tarde, se propondrían otros nombres en planes de comarcalización como Comarca de Requena (Mateu i Llopis, 1933) o Altiplano de Requena (Sanchis Guarner, 1950). Años más tarde se introdujo en la denominación al municipio de Utiel al proponer como nombres para la comarca Plana de Utiel (Soler i Riber, 1970) y más tarde Plana de Utiel-Requena (PREVASA, 1983).
No obstante, entre todas las denominaciones, existe una que, a pesar de no ser plenamente oficial por la ausencia de base legal para las comarcas y por la ausencia de rigor histórico, sí que es la utilizada predominantemente por los organismos oficiales valencianos, y es la que surge del informe de Demarcaciones Territoriales Homologadas (DTH) elaborado por la Conselleria de Administraciones Públicas en 1987. Dicha denominación, La Plana de Utiel-Requena, es la que aparece en el Mapa de Comarcas de la Comunidad Valenciana elaborado en 2016 por el Instituto Cartográfico Valenciano en colaboración con la Academia Valenciana de la Lengua y con el apoyo de la Generalidad Valenciana y las Cortes Valencianas. Esta denominación es la que utiliza la Generalidad Valenciana, así como la televisión pública valenciana (À Punt) y también la que tomó como referencia la Diputación de Valencia en su proyecto de señalizar los límites comarcales en las carreteras provinciales. 